# Niangua, Missouri
Niangua, Missouri (енгл. Niangua) град је у америчкој савезној држави Мисури.

## Демографија
По попису из 2010. године број становника је 405, што је 40 (-9,0%) становника мање него 2000. године.
| Група             | 2000.       | 2010.       |
| Белци             | 425 (95,5%) | 388 (95,8%) |
| Афроамериканци    | 2 (0,4%)    | 2 (0,5%)    |
| Азијати           | 0 (0,0%)    | 1 (0,2%)    |
| Хиспаноамериканци | 6 (1,3%)    | 7 (1,7%)    |
| Укупно            | 445         | 405         |